# Jurandir de Freitas
Jurandir de Freitas, známý jako Jurandir (12. listopadu 1940, Marília – 6. března 1996, Sao Paulo) byl brazilský fotbalový obránce. Mistr světa z roku 1962 v Chile (na závěrečném turnaji nenastoupil). Zúčastnil se i Letních olympijských her 1960 v Itálii. Za brazilskou fotbalovou reprezentaci odehrál 15 zápasů.